# Durganagar, Bagalkot
Durganagar là một làng thuộc tehsil Bagalkot, huyện Bagalkot, bang Karnataka, Ấn Độ.